# Иванцево (Орехово-Зуевский район)
Иванцево — деревня в Орехово-Зуевском муниципальном районе Московской области. Входит в состав сельского поселения Дороховское. Население — 15 чел. (2010).

## Расположение
Деревня Иванцево расположена в юго-восточной части Орехово-Зуевского района, примерно в 33 км к юго-востоку от города Орехово-Зуево. Высота над уровнем моря 148 м.

## История
До отмены крепостного права жители деревни относились к разряду государственных крестьян. Крестьяне деревни выкупили землю у государства. После 1861 года деревня вошла в состав Петровской волости Егорьевского уезда. Приход находился в селе Знаменское.
В 1926 году деревня входила в Деревницкий сельсовет Красновской волости Егорьевского уезда.
До 2006 года Иванцево входило в состав Дороховского сельского округа Орехово-Зуевского района.

## Население
В 1885 году в деревне проживало 177 человек, в 1905 году — 211 человек (115 мужчин, 96 женщин), в 1926 году — 268 человек (123 мужчины, 145 женщин). По переписи 2002 года — 32 человека (13 мужчин, 19 женщин).
| 1859 | 1868 | 1885 | 1905 | 1926 | 2002 | 2006 |
| ---- | ---- | ---- | ---- | ---- | ---- | ---- |
| 80   | ↗207 | ↘177 | ↗211 | ↗268 | ↘32  | ↘23  |
| 2010 |      |      |      |      |      |      |
| ↘15  |      |      |      |      |      |      |